# Husarenkaserne Krefeld

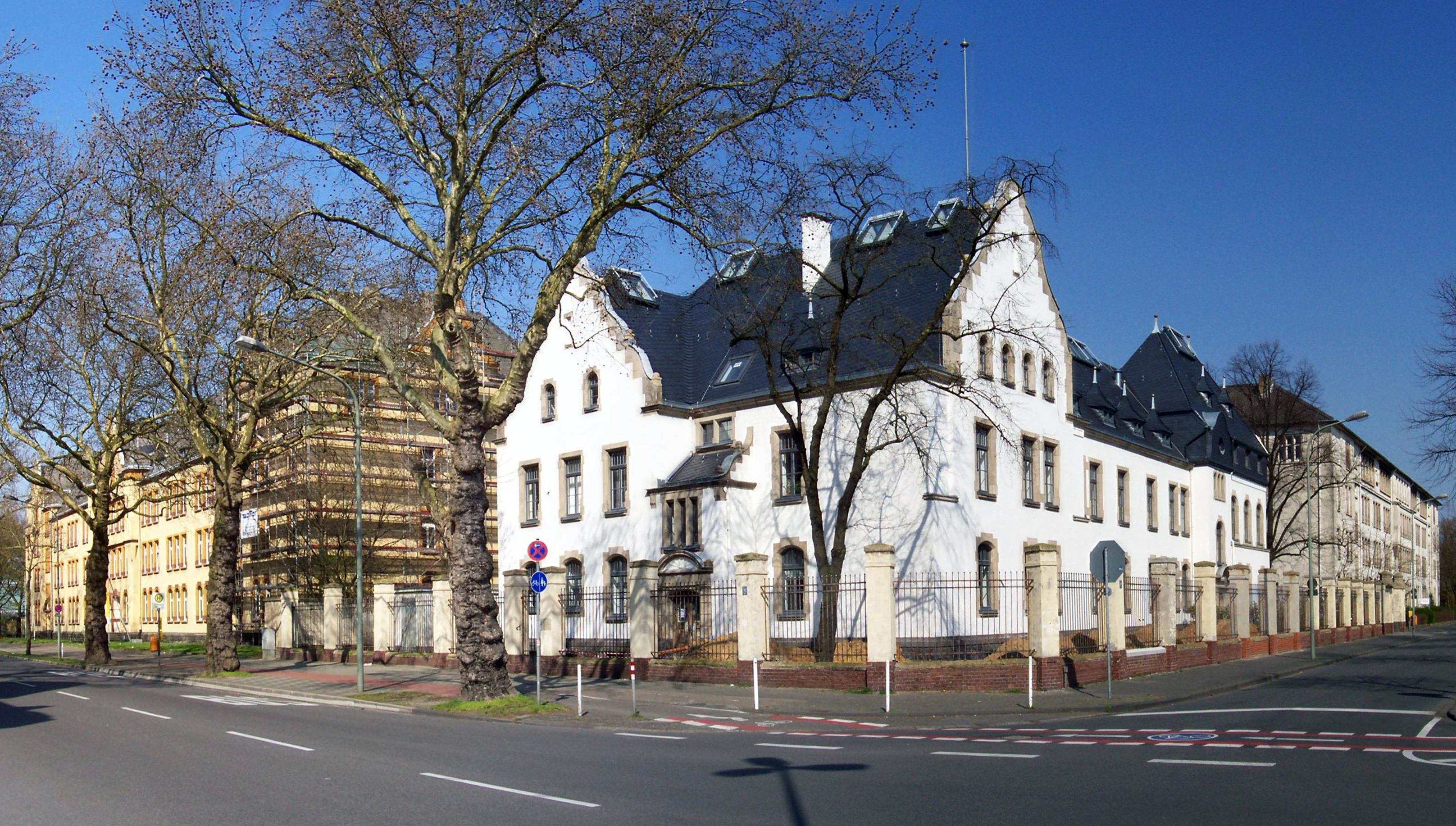
Ansicht der Anlage während der Restaurierungsarbeiten im Jahr 2007

Die Husarenkaserne an der Westparkstraße Ecke Girmesgath in Krefeld war der Sitz des 2. Westfälischen Husarenregiments Nr. 11 von 1906. Zuletzt bekannt war der denkmalgeschützte Gebäudekomplex durch seine Nutzung als Kreiswehrersatzamt, Straßenverkehrsamt und Berufsschule.

## Geschichte bis zum Ersten Weltkrieg

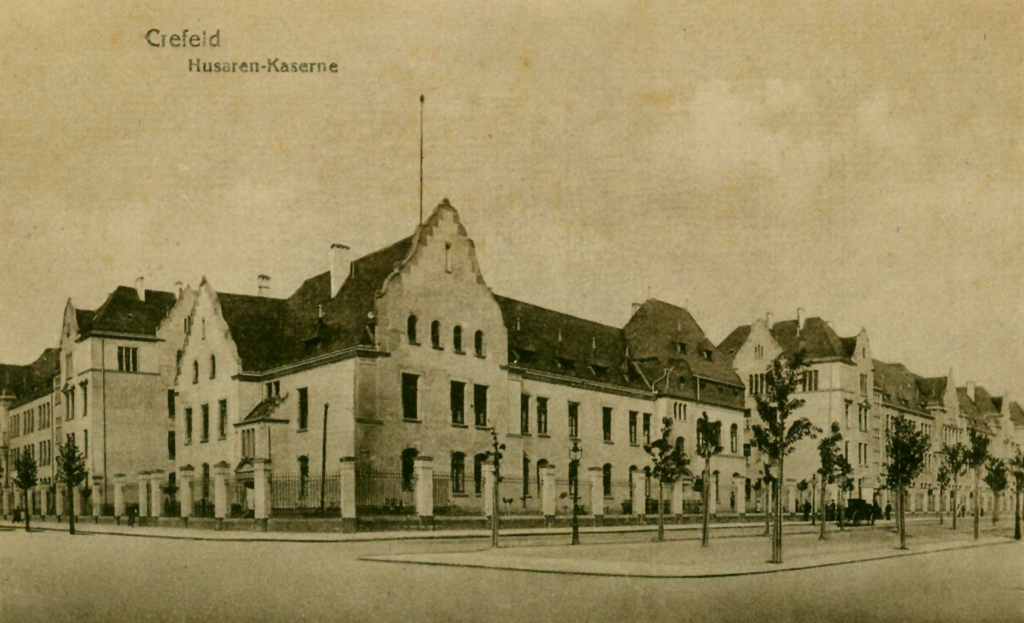
Historische Ansicht der Westparkstraße Ecke Girmesgath (um 1906)

### Anlass zur Errichtung
Während eines Besuchs der Seidenstadt Krefeld im Jahr 1902 gab seine Majestät Kaiser Wilhelm II. das voreilige Versprechen den jungen Damen der feineren Krefelder Gesellschaft bald „Leutnants“ zu schicken, die für sie geeignete Tänzer seien. Diese Einlassungen sorgten seinerzeit zwar für ein empörtes Rauschen im Blätterwald der prüden Presse zur Jahrhundertwende, doch Wilhelm II. verlegte postwendend das 2. Westfälische Husarenregiment Nr. 11 – die „Tanzhusaren“ – von Düsseldorf nach Krefeld.

### Bau und Planung
Nachdem am 21. Juni 1902 das Regiment nach Krefeld verlegt worden war, beeindruckte die Krefelder Verwaltung mit enormem Tempo beim Schaffen der weiteren Voraussetzungen für die dauerhafte Beherbergung einer Garnison in der Stadt. Nur eine Woche später, am 27. Juni 1902 wurde vom Stadtrat beschlossen, das Gelände für den Kasernenbau bereitzustellen.
Am 11. November einigte man sich auf den Erwerb des Alten Kempener Feldes, damals noch ein ganzes Stück westlich vor den Toren der heutigen Innenstadt gelegen. Im Herbst 1904 begannen die Bauarbeiten zur Errichtung der Kasernenanlage. Geplant wurden die Gebäude und Plätze im preußischen Kriegsministerium, das für die Aufsicht über die Bauarbeiten zwei Regierungsbaumeister aus Halle an der Saale an den Niederrhein entsandte.

### Gestaltung der Anlage

Nicht maßstabsgetreuer Grundriss der Kasernenanlage

Mittelpunkt der Anlage bildete ein großzügiger rechteckiger Exerzierplatz. Die einzelnen Kasernengebäude umschlossen diesen bei drei- viergeschossiger Bauhöhe. Im Norden der Anlage schloss sich ein Reitplatz mit Stallungen an. Das Proviantamt und Lagermagazine lagen im westlichen Teil des Komplexes. Im Osten der Anlage lagen die heute noch erhaltenen Gebäude der Offizierspeiseanstalt und Stabsunterkunft. Dazwischen im Süden an der Bissingstraße (heute: Westparkstraße) befindet sich mit der sogenannten Doppel-Eskadron-Kaserne eines der zentralen Gebäude. Vor der zweiten Doppel-Eskadron-Kaserne am Girmesgath, die planungsgleich mit dem Gebäude an der Bissingstraße war, legte man noch einen großen Exerzierplatz, den Bissingplatz (heute: Konrad-Adenauer-Platz) an.

### Militärische Hintergründe
Im April 1906 wurde Krefeld nach langer Zeit endlich Garnisonsstadt. Dies geschah nicht allein, weil man den Krefeldern mit den Tanzhusaren einen Gefallen tun wollte, sondern hing viel mehr mit neuen militärischen Überlegungen im Berliner Kriegsministerium zusammen. Die dortigen Strategen hatten mit dem sogenannten Schlieffen-Plan eine neue operative Taktik erarbeitet, die es vorsah im Falle eines bewaffneten Konflikts im Westen des deutschen Reichs über die damals neutralen Gebiete der Benelux-Staaten nach Frankreich einzufallen. Über eine weit ausholende Bogenbewegung mit großer Truppenstärke wollte man Frankreich „durch die Hintertür“ überraschen.
Die Stadt Krefeld unterstützte diesen Plan gerne, war es doch mit wirtschaftlichem Nutzen und Prestige verbunden, Stützpunkt und Lagerplatz für das preußische Militär zu sein. Dafür wurden die Baukosten in Höhe von 2,4 Millionen Goldmark (heute ungefähr 70 Millionen Euro) übernommen. Krefeld hatte damals das zweithöchste Pro-Kopf-Einkommen im Deutschen Reich und konnte sich derartigen „Luxus“ leisten.

### Der Erste Weltkrieg und seine Folgen
Auf Grund der infolge des Ersten Weltkriegs vereinbarten Entmilitarisierung kehrten die Soldaten nicht mehr in die Husarenkaserne im Krefelder Westen zurück. 319 von ihnen haben in den kriegerischen Auseinandersetzungen, vornehmlich in Russland und an der Westfront, ihr Leben verloren. Ihnen zu Ehren wurde auf dem Grafschaftsplatz ein Denkmal errichtet. Die Kaserne diente in der Zwischenzeit als Kriegsgefangenenlager. Dort waren unter anderem polnische Kriegsgefangene untergebracht.

Die Kaserne als Kriegsgefangenenlager
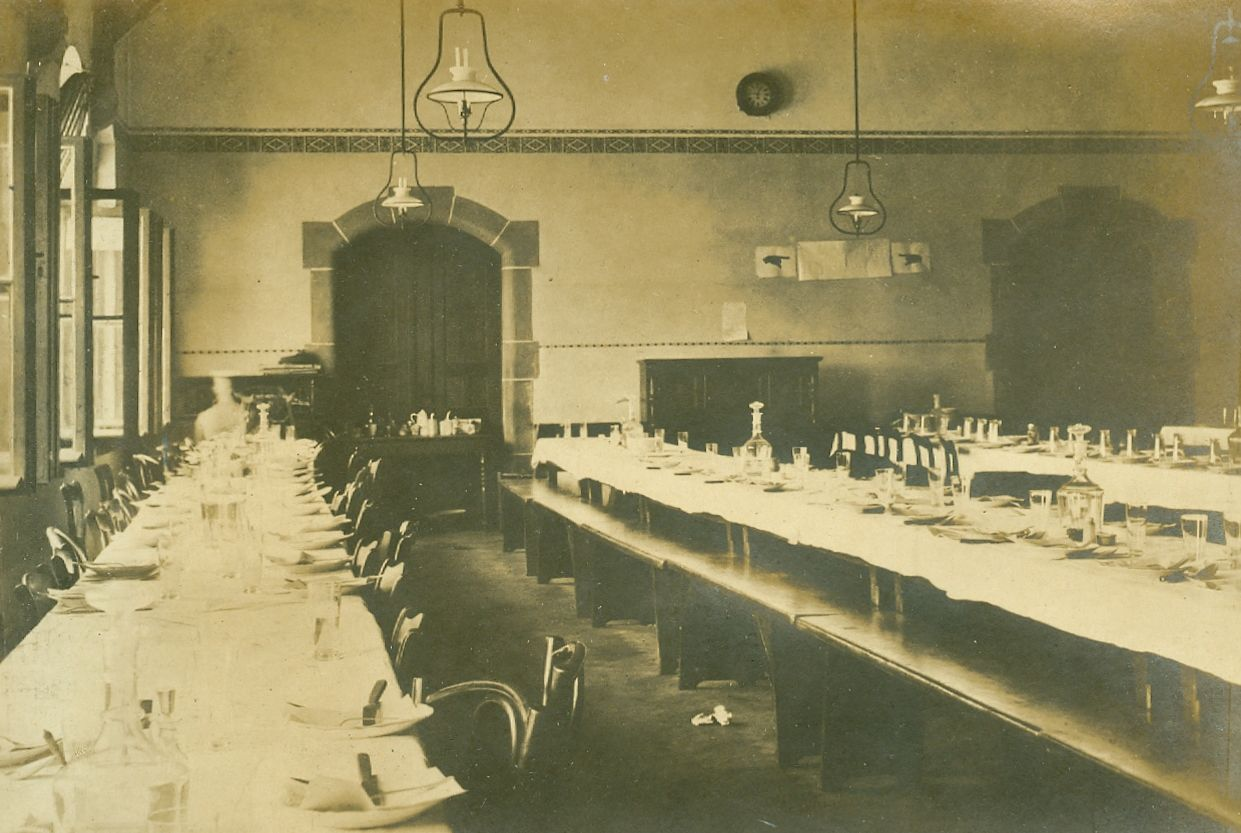
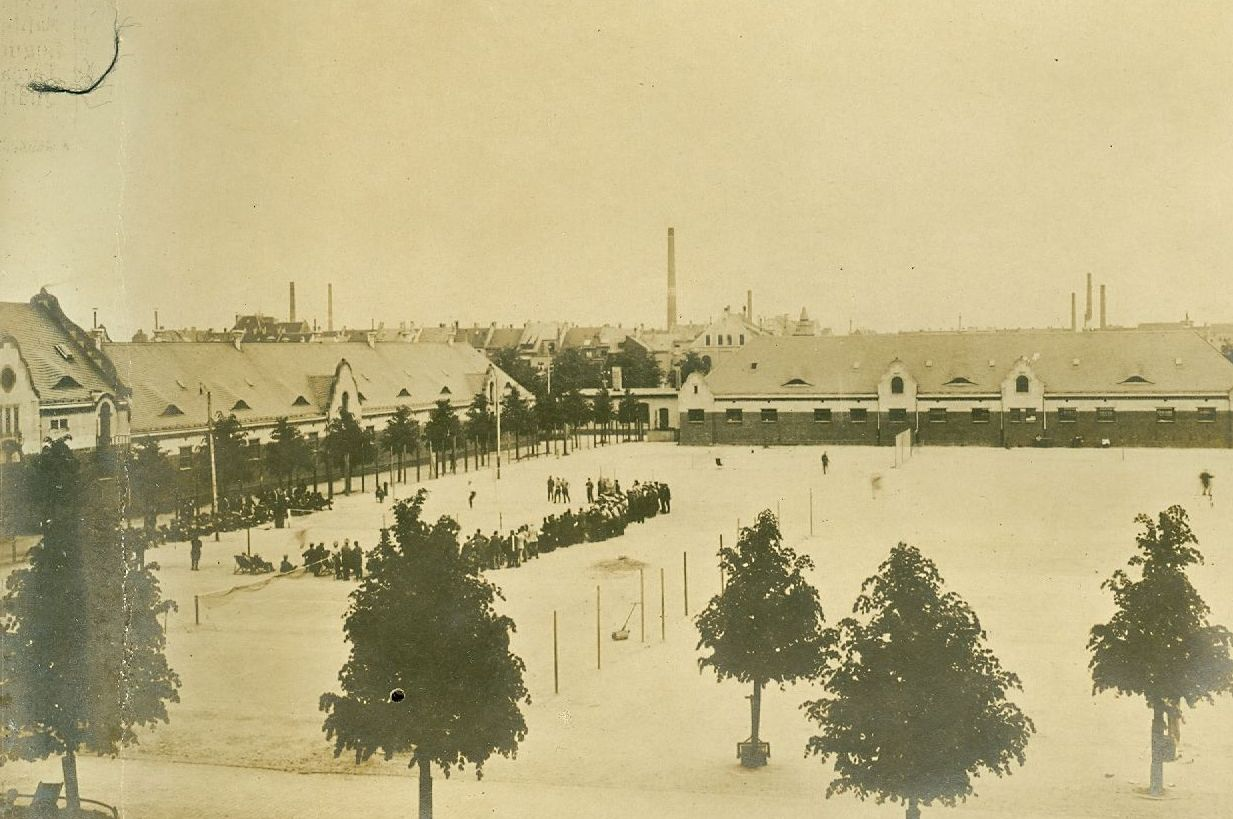
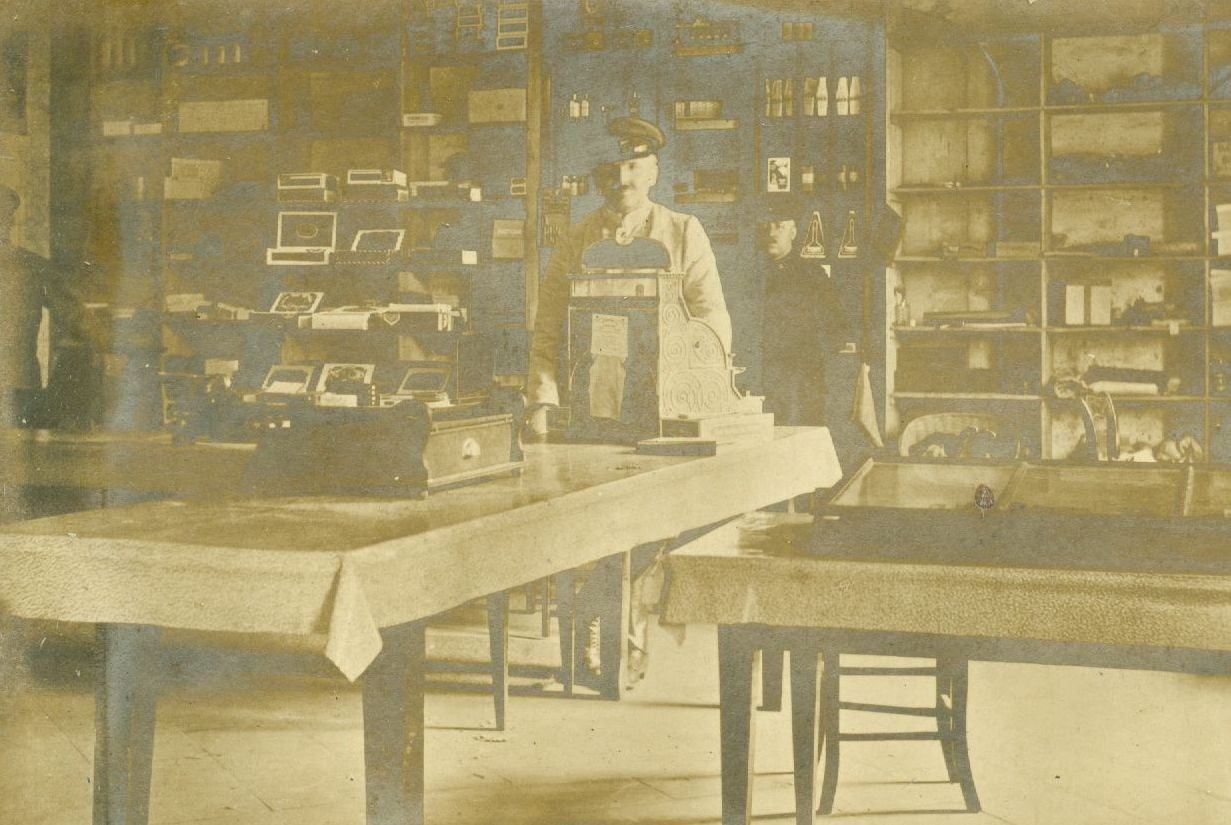

## Geschichte zur Zeit des Nationalsozialismus
Nach Hitlers Machtergreifung im Jahr 1933 wurde das Gebäude durch die SA (Sturmabteilung) annektiert.
„Besonders den SA-Hilfspolizisten darf unterstellt werden, dass sie ihre 1933 neu gewonnene Machtposition zu sadistischen Quälereien nutzten. Allerdings ist der einzige Ort, an dem es zu solchen Übergriffen in Polizeigewahrsam kommen konnte, das Polizeigefängnis in der Alten Kaserne an der Girmesgath. Weder im Hansahaus noch an der Goethestraße oder an der Uerdinger Straße gab es ‚Folterkeller‘“, so Ingrid Schupetta von der NS-Dokumentationsstelle Villa Merländer in ihrem Beitrag für das Jahrbuch „Die Heimat“, Ausgabe 2005.
Mindestens eine Hinrichtung im Keller der Kaserne ist belegt (Aurel Billstein: Auf der Suche nach den Vergessenen, S. 144. 1977): Der polnische Zwangsarbeiter Edward Nizio (28) soll in Kempen versucht haben, mit deutschen Mädchen in Kontakt zu kommen. Nizio wurde von der Gestapo im Keller der Kaserne erhängt. In der Westdeutschen Zeitung wird im November 1983 der Augenzeuge Alfred John zitiert: „In diesem Keller wurden wir mit Eisenketten gefesselt. Als die SS von der Kirmes wiederkam, wurden wir geprügelt, bis sich keiner mehr rührte.“
Ob die westlichen Teile der Anlage im Zweiten Weltkrieg zerstört wurden oder der Bevölkerung als Quelle für den Wiederaufbau der stark zerstörten Stadt Krefeld dienten, ist nicht bekannt. Ab Jahr 1937 nutzte die Zollschule Krefeld einen Teil der Gebäude und blieb bis etwa 1944 (vgl. Zollschule).

## Geschichte seit 1950

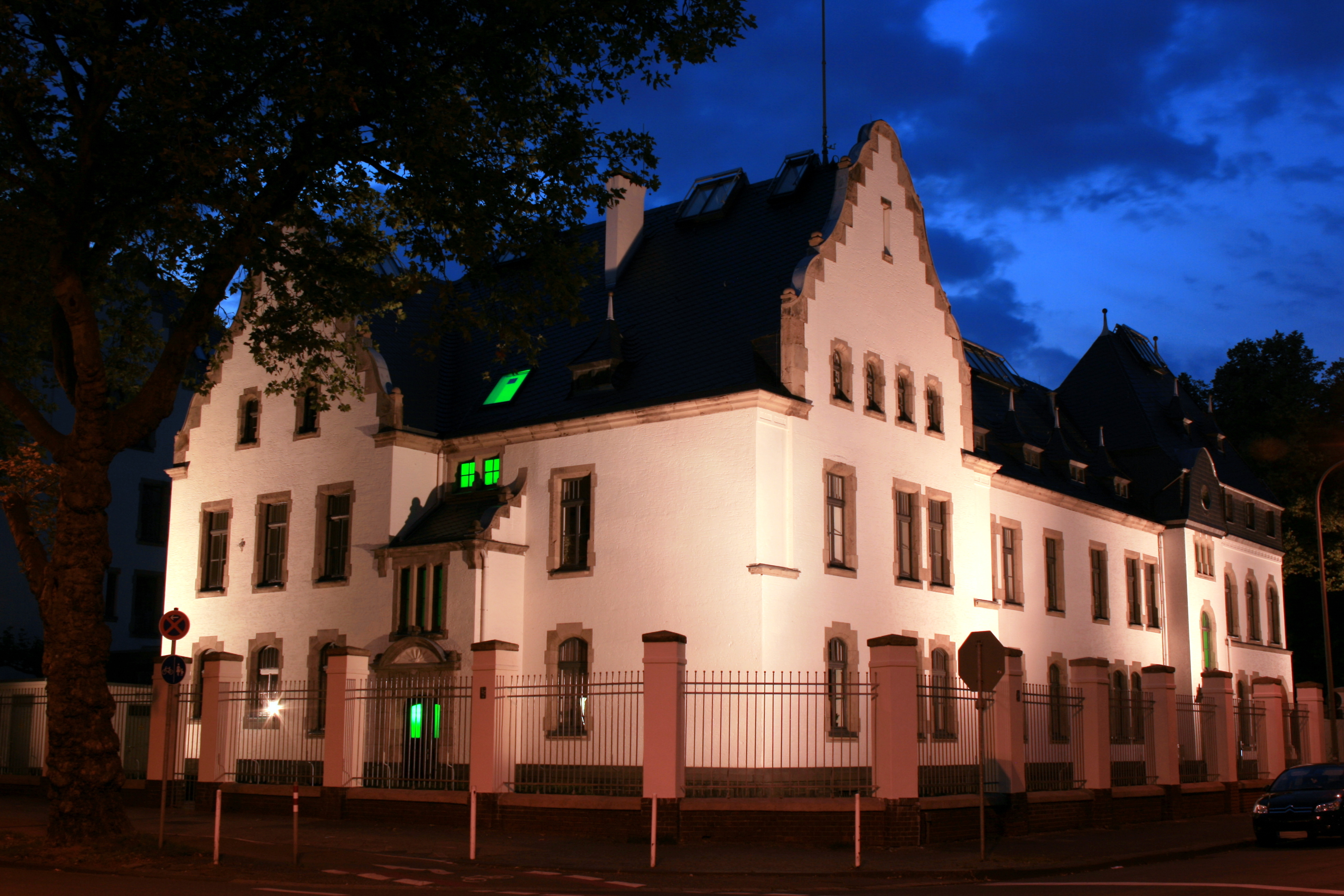
Abendliche Ansicht der Kaserne an der Westparkstraße Ecke Girmesgath (2008)

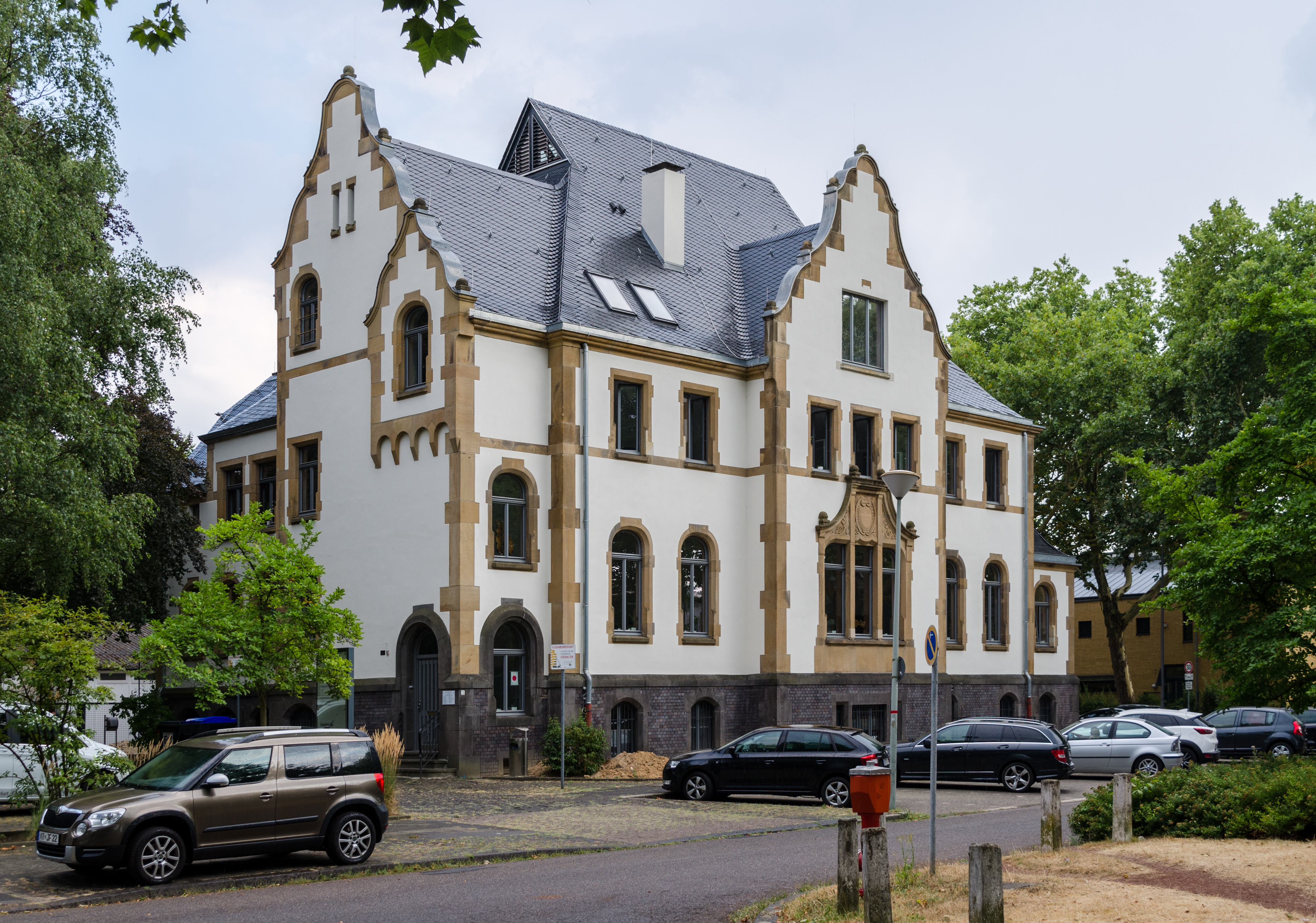
Ehemalige Offizierspeiseanstalt am Konrad-Adenauer-Platz (2018)

### Nach dem Zweiten Weltkrieg
Auf dem früheren Bissingplatz, gegenüber der zweiten Doppel-Eskadron-Kaserne am Girmesgath, errichtete man in den 1950er Jahren das Verwaltungsgebäude der VerSeidAG. Das heutige Stadthaus wurde seinerzeit von Professor Egon Eiermann geplant. Zu einem großen Teil ist der heute baumbestandene Konrad-Adenauer-Platz aber in der Form der Zeit um 1900 herum erhalten geblieben.
Die Kaserne an der Westparkstraße wurde schließlich zum Kreiswehrersatzamt der Stadt Krefeld und als dieses bis in die 1990er Jahre genutzt. Danach verfiel das Gebäude. Die ehemalige Offizierspeiseanstalt an der Westparkstraße Ecke Girmesgath wurde Straßenverkehrsamt und die zweite Doppel-Eskadron-Kaserne erweiterte man seit 1960 stetig mit zweckmäßigen Anbauten zur Nutzung als Berufskolleg.

### Heutige Nutzung
Mit der Bebauung durch die Multifunktionshalle KönigPALAST wurde im Jahr 2003 der ehemalige Reitplatz im Westen der Gesamtkasernenanlage einer neuen Nutzung zugeführt, nachdem das brachliegende Grundstück jahrelang als Parkplatz diente. Seit dem Jahr 2005 wurde auch die restliche Anlage aus dem „Dornröschenschlaf“ geweckt. Das Straßenverkehrsamt zog aus dem Eckgebäude aus und man begann, das Kasernengebäude und die einstige Stabsunterkunft an der Westparkstraße bzw. am Girmesgath aufwändig zu restaurieren.
Das denkmalgeschützte Gebäude wurde unter Beachtung des originalgetreuen Erhalts vieler kleiner Details aus der Gründerzeit, wie den Original-Bodenfliesen, kostbaren Sandsteinpartien, feinen Intarsienarbeiten und teilweise über hundert Jahre alter Schmiedekunstwerke wieder in Stand gesetzt. Die rund 8.000 m² Grundfläche über vier Etagen beherbergen heute ein Gesundheits- und Rehazentrum. Das Eckgebäude wurde repräsentativer Sitz des Sport- und Bäderamtes sowie des Stadtsportbundes Krefeld. Im zweiten Kasernengebäude, das nicht zurückgebaut wurde, befindet sich nach wie vor das Berufskolleg Vera Beckers.